# Tapinoma subtile
Tapinoma subtile är en myrart som beskrevs av Santschi 1911. Tapinoma subtile ingår i släktet Tapinoma och familjen myror. Inga underarter finns listade i Catalogue of Life.

## Bildgalleri

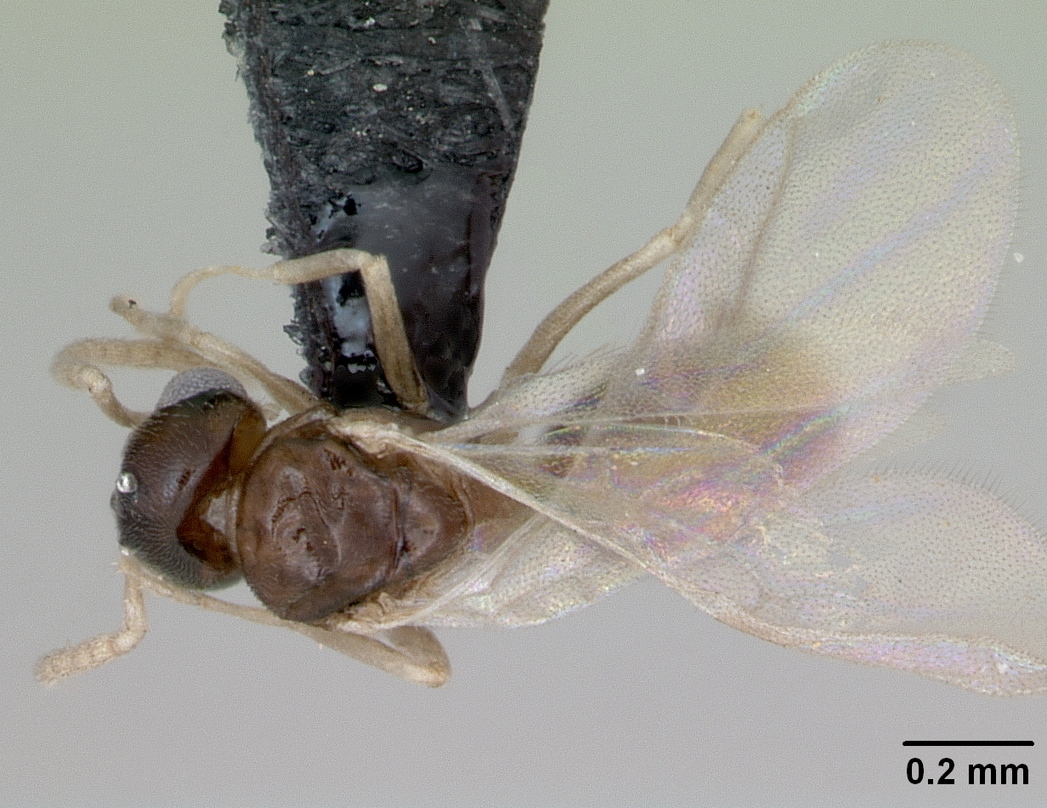
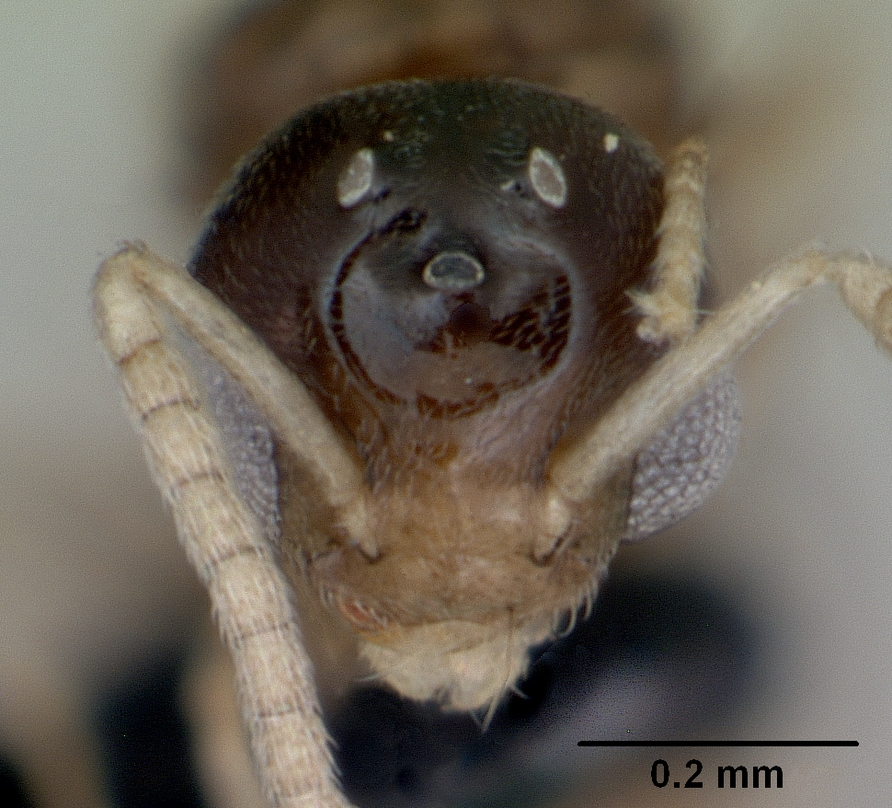
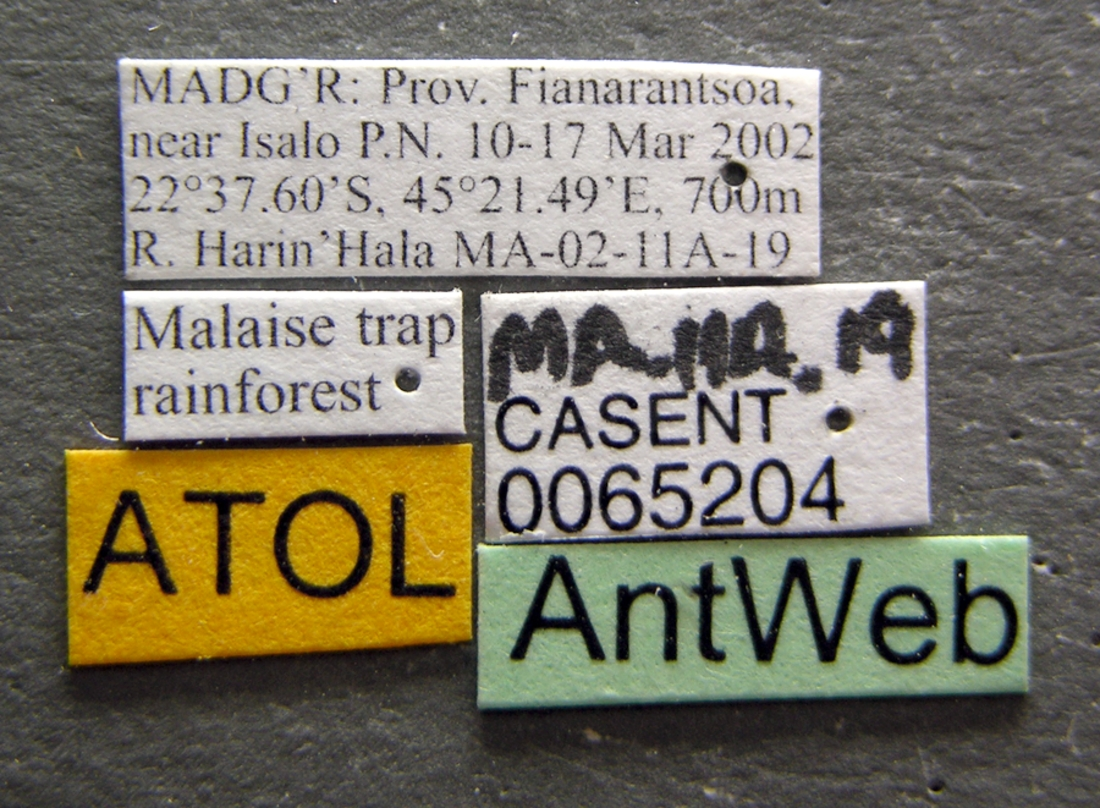
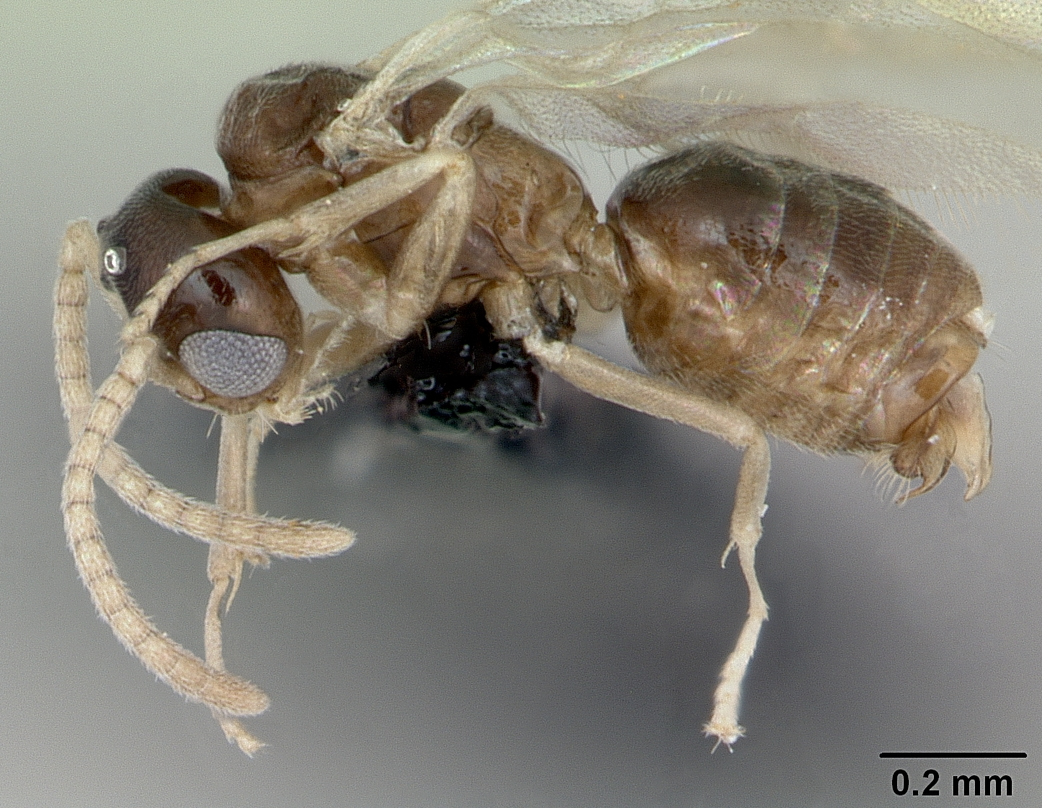
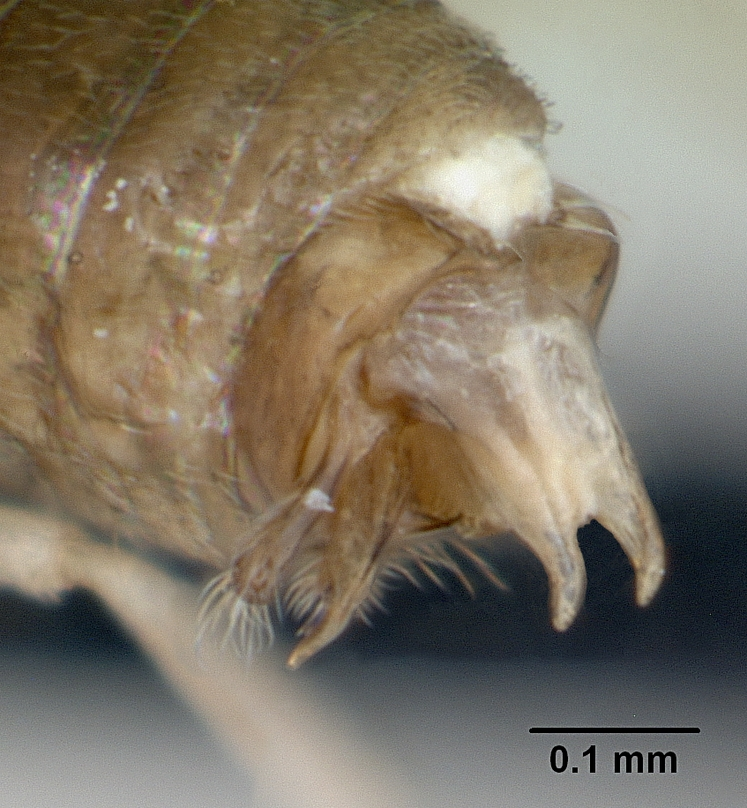
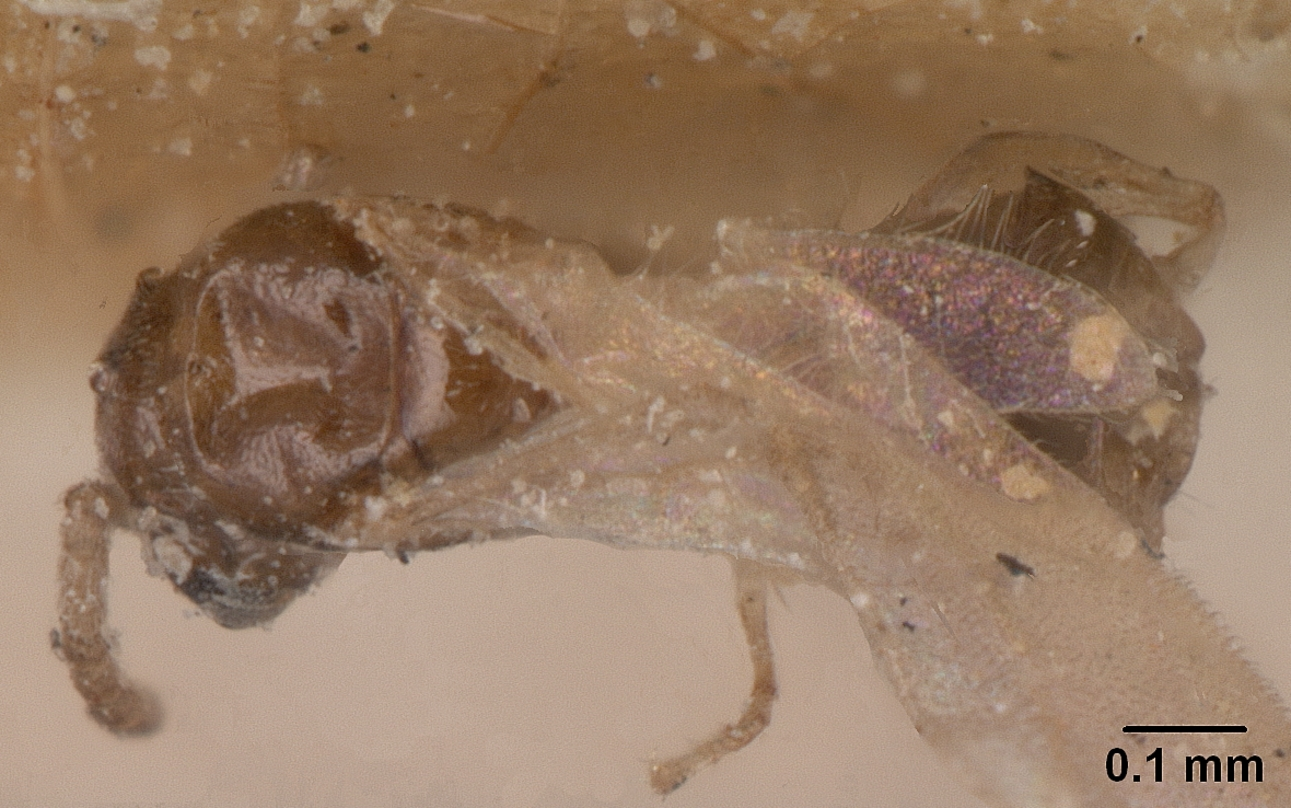